# John Digweed
John Digweed (Hastings, 1 januari 1967) is een Brits dj en muziekproducent. In 2008 werd hij 9de bij de verkiezing voor de populairste dj in het toonaangevende DJ Mag Top 100. Tien jaar lang heeft Digweed in elke editie daarvan in de top 10 gestaan. Digweed werd eerste tijdens de verkiezing van 2001. Digweed werd bekend aan de zijde van Sasha met wie hij jarenlang een dj-duo vormde. Digweed produceert zo nu en dan singles. Daarvan zijn de singles onder de naam Bedrock het bekendst.

## Biografie
Digweed begon in de jaren tachtig als dj. Zijn doorbraak als dj kwam in 1993 toen hij een plek krijgt in de Britse club Renaissance nadat Sasha een demo van hem hoorde. De twee vormden vanaf dan een dj-duo. De avonden van het duo groeiden snel in populariteit. In 1994 stopte het duo in de club en gingen ze op tournee langs feesten en clubs over de wereld. Als herinnering aan de Renaissance-avonden werd de driedubbele compilatie Sasha & John Digweed - Renaissance: The Mix Collection uitgebracht. Het duo bracht daarna ook Northern exposure (1996) en Northern exposure II (1997) uit. Vanaf 1998 draaien ze maandelijks in de club Twilo in New York, tot deze in 2001 door de New Yorkse politie wordt gesloten.
Digweed begon ook zelf te produceren. Samen met zijn vriend Nick Muir richtte hij het project Bedrock op, gelijknamig aan het label dat ze oprichtten. Daarvan verscheen in 1993 het nummer For what you dream of. Het nummer groeide uit tot een klassieker, mede omdat het in 1996 gebruikt wordt op de soundtrack van de film Trainspotting. In 1999 was het weer raak met het nummer Heaven scent en in 2001 was een ambientversie van het nummer Beautiful strange populair nadat deze op een aflevering van de Café del Mar-serie werd gezet.
In 2002 gingen Sasha en John Digweed hun eigen weg. Digweed had solo intussen een grote naam opgebouwd als dj. Zo mixte hij ook enkele delen van de Global underground-serie. Ook bracht hij meerdere mixplaten uit onder de naam Transitions. Daarnaast maakte hij nog verscheidene andere mixalbums. Vanaf 2006 treden Sasha en John Digweed weer geregeld samen op.

## Discografie

### Albums
- 1994: Journeys by DJ Vol 4 - (Music Unites)
- 1994: Sasha & John Digweed - Renaissance: The Mix Collection (Renaissance Records)
- 1995: Renaissance - The Mix Collection Part 2 (Renaissance Records)
- 1996: Sasha & John Digweed - Northern Exposure (Ministry of Sound, Ultra Records)
- 1997: Sasha & John Digweed - Northern Exposure 2 (Ministry of Sound, Ultra Records)
- 1997: The Winning Ticket (Jackpot)
- 1998: Global Underground 006: Sydney (Boxed)
- 1999: Bedrock (INCredible, Ultra Records)
- 1999: Sasha & John Digweed - Northern Exposure: Expeditions (INCredible, Ultra Records)
- 1999: Global Underground 014: Hong Kong (Boxed)
- 2000: Sasha & John Digweed - Communicate (Ultra Records, Kinetic Records)
- 2001: Global Underground 019: Los Angeles (Boxed)
- 2002: MMII (Bedrock Records)
- 2003: Stark Raving Mad (Thrive Records)
- 2004: Layered Sounds (Bedrock Records)
- 2005: Fabric 20
- 2005: Choice - A Collection of classics (Azuli Records)
- 2005: Layered Sounds 2 (Bedrock Records)
- 2006: Transitions (Renaissance Records), Thrive Records)
- 2007: Transitions 2 (Renaissance Records)
- 2007: Transitions 3 (Renaissance Records)
- 2008: Transitions 4 (Renaissance Records)
- 2008: Bedrock Past Present Future (Bedrock Records)

### Singles
- 1993: Bedrock - "For What You Dream Of" (Stress Records)
- 1997: Bedrock - "Set In Stone"/"Forbidden Zone" (Stress Records)
- 1999: Bedrock - "Heaven Scent" (Bedrock Records)
- 2000: Bedrock - "Voices" (Bedrock Records)
- 2001: Bedrock - "Beautiful Strange" (Bedrock Records)
- 2002: Bedrock - "Emerald" (Bedrock Records)
- 2003: Bedrock - "Forge" (Bedrock Breaks)
- 2005: Bedrock - "Santiago" (Bedrock Records)
- 2006: Bedrock - "Warung Beach" (Bedrock Records)
- 2007: John Digweed - "Gridlock" (Renaissance)

### Dvd
- Sasha & John Digweed present Delta Heavy (System Recordings)